# Poboj v Bologni
Poboj v Bologni je bil bombni atentat, ki se je izvršil dne 2. avgusta 1980 na železniški postaji italijanskega mesta Bologna. Pri tem je bilo 85 oseb ubitih in preko 200 ranjenih. Leta 1995 je dokončna odločitev kasacijskega sodišča obsodila za ta poboj tri pripadnike neofašistov, vendar nekatere okoliščine zločina še danes niso bile dovolj pojasnjene, zaradi česar obstajajo sumi, da resnična odgovornost ni bila ugotovljena.

## Potek dogodka
Bomba je bila sestavljena iz 23 kg eksploziva (trinitrotoluen plus heksogen) in 18 kg nitroglicerina. Eksplodirala je ob 10.25 v zahodni hali postaje, polni ljudi, ki so odhajali na počitnice ali se vračali iz dopusta, saj je bila to prva avgustova sobota. Eksploziv je bil v kovčku, ki je bil postavljen ob nosilni zid, približno pol metra od tal. Zahodna hala je bila popolnoma porušena. Razbitine in udarni val so poškodovali tudi vlak, ki se je trenutno nahajal na prvem tiru, in na drugi strani postajališče taksijev pred postajo. Takoj po dogodku je bila rezervirana za reševalce celotna avtomobilska steza med postajo in bolnicami. Mestni avtobusi in taksiji, ki so bili parkirani pred postajo, so bili spremenjeni v rešilce. Avtobus št. 37 je bil opremljen za ambulanto za prvo pomoč in je postal eden od simbolov dogodka. Za eno od žrtev niso našli ostankov, čeprav je bila njena prisotnost tragično izpričana z ostanki triletne hčerke, ki jo je držala v naročju. Šele po petih mesecih so našli drobce njenega telesa pod razbitinami vlaka na prvem tiru.

## Sodne preiskave
Bodisi italijanska vlada kot policija sta v začetku izjavili, da gre za »nesrečo« nastalo z eksplozijo neke ostarele peči v kleti postaje. Že prve preiskave pa so ugotovile, da gre za atentat in osumljen je bil tako imenovani črni terorizem, se pravi oboroženi neofašistični skrajneži. Dne 26. avgusta je bilo aretiranih 24 oseb, ki so bile vse izpuščene na svobodo naslednje leto.
Zgodovina sodnih postopkov:
- 19. januarja 1987 – začetek procesa:
- 11. julija 1988 – obsodba prve stopnje: krivci poboja so Giuseppe Valerio Fioravanti, Francesca Mambro, Massimiliano Fachini in Sergio Picciafuoco;
- 25. oktobra 1989 – začetek prizivnega procesa;
- 18. julija 1990 – odločba druge stopnje: za vse osumljence odpade krivda poboja;
- 12 februarja 1992 – kasacijsko sodišče izjavi, da je treba postopek ponoviti, v kolikor »nelogičen, nekoerenten, ni pravilno ocenil dokazov in sumov, ni upošteval dejstev pred in po dogodku, odločba je neutemeljena ali premalo utemeljena, v nekaterih odlomkih so sodniki zavzeli neverjetna stališča, ki jih niti branilci niso predlagali«;
- oktobra 1993 – začetek drugega prizivnega procesa;
- 16. maja 1994 – odločba prizivnega sodišča (druga stopnja) potrjuje obsodbe prve stopnje, Fachini je oproščen;
- 23. novembra 1995 – kasacijsko sodišče (tretja stopnja) v glavnem potrjuje odločbe prizivnega sodišča, s čimer sta definitivno obsojena neofašista Giuseppe Valerio Fioravanti in Francesca Mambro.

Fioravanti je bil obsojen na skupno 8 dosmrtnih zaporov plus 134 let in 8 mesecev zapora. Francesca Mambro, njegova žena od leta 1985, je bila obsojena na 9 dosmrtnih zaporov plus 84 let in 8 mesecev zapora. Fioravanti je prestal 26 let v zaporu in nadaljnjih pet let na omejeni svobodi, nato je bil leta 2009 odpuščen na svobodo. Mambrovi je bila priznana delna prostost leta 2008 in popolna prostost leta 2013. 

## Zavajanje
Poboj v Bologni je bil najvidnejši dogodek, pri katerem je prišlo do izraza tako imenovano zavajanje na napačne podatke (italijansko »depistaggio«), ki je bilo značilno za celotno obdobje italijanskih svinčenih let. Zavajanje na stranska sumničenja, ki so zamujala preiskovalne oblasti, predlaganje vedno novih krivcev, ustvarjanje neresničnih podatkov, kakor tudi vtikanje sensacionalističnega tiska v sodne in upravne postopke, vsa ta dejanja so tako zapletla sodni potek preiskav, da so jih dejansko onemogočila. Resnica, ki je izšla iz procesov, je le delna resnica, za marsikoga pa sploh ni resnica, temveč sad organizirane protidržavne akcije. Zavajanje z dobro usmerjenih policijskih postopkov, ki se je sicer pojavilo v skoraj vseh procesih tistih let, je prav v zvezi z bolonjskim pobojem doseglo svoj višek. Danes, po 35 letih, lahko samo zabeležimo nekatere več ali manj dokumentirane predloge za morebitne obtožnice, tako imenovane piste (izvidniške steze), ki so policijsko delo razpršile in niso privedle do rezultatov. Celo obsojeni osumljenci, ki so se sicer vedno proglasili za nedolžne, so bili predčasno izpuščeni na svobodo, kot nema izjava državnih oblasti, da dejanski krivci bolonjskega poboja niso bili ugotovljeni. 

## Alternativne možnosti za odgovornost
Razen skrajnih neofašističnih organizacij, ki so bile uradno spoznane za mandatorje poboja, je vredno omeniti nekatere druge mandatorje, ki so jih zavajalci in politični prevaranti navedli – in med katerimi so verjetno vključeni tudi dejansko odgovorni ljudje ali organizacije.
- libijska tajna obveščevalna služba, Omar Moamer el Gadafi,
- palestinski teroristi oziroma skupina Carlos,
- mafija oziroma rimski mafijci (banda della Magliana),
- italijanski paravojaški organizaciji Gladio[4] in Noto servizio, v sodelovanju z italijansko obveščevalno službo in CIO,
- prostozidarska loža P2.

Med vzroki  oziroma povodi za poboj se navadno naštevajo naslednji:
- terorizem,
- slabitev in uničenje političnega ravnotežja[5],
- neofašistični odgovor na državne preiskave,
- neofašistični opomin sodnikom v sodnem postopku Italicus,
- grožnja organiziranega kriminala,
- zavajanje v preiskavi Ustica[6],
- odgovor na italijansko zunanjo politiko s strani Palestine, Libije ali NATO,
- nepredviden incident Palestincev.